# 中國朝鮮族
中國朝鮮族，通称朝鮮族，中國少數民族之一，主要分布在东北三省（吉林、黑龙江和辽宁），少数散居在内蒙古和内地一些城市；根據中華人民共和國第七次人口普查，朝鮮族總人口为约1,702,479人。朝鲜族是朝鲜民族在中国的分支，与韩国和朝鲜的主体民族是同一个民族，语言、习俗和传统文化相同，而又兼具中国地方特色。
「朝鲜族」一词自從1949年就開始使用，見於《垦民教育会章程》。韩国对中国朝鲜族的称呼是“中国同胞”或“韩国系中国人”，也直称“朝鲜族”。

## 历史
中国和朝鲜半岛仅一江之隔，从古至今人员交往、移动、迁徙不断。不过，清初以前迁入中国的朝鲜半岛人都已汉、满、蒙化，归化为汉族、满族 、蒙古族:2:75-77。目前中国境内的朝鲜族大多数是清末后由于自然灾害、外敌入侵、国内政治压迫等原因迁入中国的朝鲜人后裔:48。

### 早期历史
据《辽史》记载，辽开泰年间，辽圣宗攻打高丽，曾在今内蒙古设立三韩县安置五千户高丽战俘，隶属于中京道。元代，不少高丽人在中国东北地区居住。另据《元史·世祖本纪》记载，“至元二十九年于沈洲（今沈阳）设立高丽、女真、汉军万户府”。这些高丽人大多为归附或被掳掠来的军民。1233年，蒙古入侵高丽时降元的洪福源率所统高丽军民来辽阳、沈州居住，次年拨给高丽军民万户，并赐管领高丽军民长官之职务。1261年，元朝在辽阳改设安抚高丽军民总官府。1263年，高丽王质子王綧携2000余户高丽军民移居沈州（今沈阳）。:76
明代，通过各种方式来中国东北地区的朝鲜人数目有所增加。据《辽东志·卷1·地理》记载，明代辽东地区“华人十七，高丽土著、归附女直野人十三”，即30%的辽东人口为朝鲜人或女真人:76:32。1386年，明设置东宁卫（今辽宁省辽阳市）安置朝鲜人，后又在广宁卫（今辽宁省锦州市）等安置朝鲜人。朝鲜人较为聚居的居住区域开始出现:76。15世纪中叶至16世纪初叶，由于辽东地区发展平稳，以朝鲜人为主的东宁卫享受各种优惠待遇，朝鲜边民在这一时期西迁至辽东为最盛:33。明永乐年间，由于建州女真的兴起，东宁卫的朝鲜人开始流散到各地。1537年，东宁卫的朝鲜人人口数量已经减少到原来的40%:37。
后金（即后来的清朝）兴起后，后金经常骚扰朝鲜边境或与朝鲜发生战争。每次武装冲突，后金都大量掳掠朝鲜人。这些被掳掠来的朝鲜人大多数被编入满洲八旗充军（高麗佐領），或在女真贵族庄田充当庄丁或家奴。这些被掳掠来的朝鲜人的后裔绝大部分都已被满族或其它民族归化，只有河北省青龙县和辽宁省盖县及本溪县2000名左右清初被掳掠来的朝鲜人后裔仍保持着其民族意识和特征。1982年中国第三次全国人口普查期间，这2000名左右朝鲜人后裔根据国务院人口普查领导小组、公安部、国家民委颁布的《关于恢复或更正民族成分处理原则的通知》，申请恢复了朝鲜族族籍。:298-300:76-77:58-59

### 清朝和民国时期
1644年，清军攻入山海关，明朝灭亡。1677年，清朝政府以保护其祖先发祥地为由，对长白山和鸭绿江、图们江以北地区进行封禁，禁止朝鲜人和汉人进入该地区。朝鲜政府也在清政府的压力下采取措施禁止其国民进入中国东北，该地区因此成为无人之地:5:88-91。但还是有朝鲜边民越江在封禁地区采参、涉猎或私垦:5:76-87。1740年，清政府将封禁扩大到整个中国东北地区:62。
19世纪后半叶，中国东北地区由于长达两百年的封禁，变得人烟稀少，与沙俄的边疆地区危机四伏。1860年，清政府与沙俄签订《北京条约》割让东北100多万平方公里土地:113。同年，清政府迫于压力开始对东北部分地区开禁，1875、1881年又相继解除了对鸭绿江、图们江流域的封禁:106。1860-1870年间，朝鲜半岛北部接连发生空前的自然灾害。1862年，朝鲜发生三南农民起义，后扩展到咸兴地区。社会动荡期，大批朝鲜灾民纷纷越界迁入图们江和鸭绿江北岸。1879年，通化、桓仁、宽甸、兴京等地朝鲜人已达8722户，37,000余人，设有28个朝鲜移民居住的面（相当于乡）:5:122。1881年，清政府在珲春设立招垦总局，并把图们江以北长700公里、宽45公里的龙峪地区划为朝鲜移民专垦区。19世纪末20世纪初，清政府开始设置越垦局，加强对朝鲜垦民的管理。通过“薙发易服”、领照纳租，朝鲜垦民可以获得土地所有权。1881年，朝鲜人在图们江流域已开垦8000余垧土地。1910年以前，迁入中国的朝鲜人达到约26万，其中近10万人在延边地区:6:77-78:162。

#### 东北水田开发
近代，水田在中国东北地区的出现是朝鲜移民传播水稻种植的结果。朝鲜农民最早于1848年在吉林省浑江流域试种水稻获得成功。1861年，丹东的三道浪头的朝鲜农民也种植了水稻。1875年，辽宁桓仁县的朝鲜农民在开垦的沼泽地内成功种植水稻。1877年，延边地区开始种植水稻:14-15:130-232:358-360。随着水田的开发，朝鲜农民开凿出一条条的水渠，使东北地区的水利灌溉工程迅速发展起来。1906年6月，延吉县14名朝鲜农民开挖水渠1308米，引河水灌溉33垧水田，这是延边最早的灌溉工程:360:16。
1914年3月3日，刚刚成立不久的中华民国政府颁布了旨在开垦东北土地的《国有荒地承垦条例》。同年，奉天省成立水利局招募朝鲜移民在沈阳附近引浑河水开垦水田:240-242:17。1916年，吉林省长公署将延吉道归化朝鲜人郑安立条陈水田种植说明书呈报给国民政府农商部，得到农商部的认可。之后，吉林省开始推广水田种植，汉族农民为学习种稻技术开始雇佣擅长种水稻的朝鲜移民:246。1917年，穆棱地区的朝鲜农民成功试种日本的早稻品种“小田代”:74，解决了无霜期短等水稻栽培的技术问题，使水稻种植迅速扩展到牡丹江、穆棱河和蚂蚁河一带:18。
1921-1928年，东北地区的水田面积从4.8万公顷扩大到12.5万公顷，其中80%以上由朝鲜农民开垦或耕作。1933年，朝鲜农民在北纬50度15分黑龙江沿岸的爱辉、逊克一带种植水稻获得成功，打破世界在北纬50度以北种植水稻的先例。1934年，仅占东北人口3.3%的朝鲜族，生产了90.1%的东北大米。:130-131

### 日占朝鲜时期（1910年-1945年）

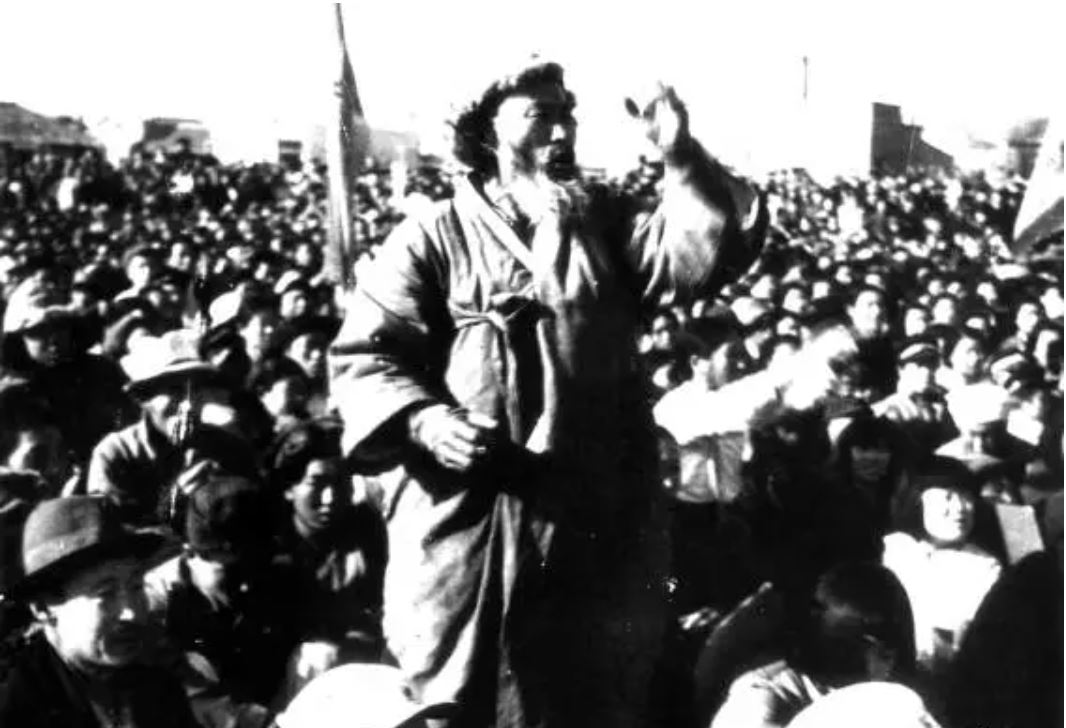
控诉海兰江大血案罪恶的朝鲜族群众

1910年，日韓合併后，大批不愿在日本殖民统治下生活的朝鲜人纷纷逃亡到中国东北和其它地区。1909年初，朝鲜反日团体“新民会”的领导人李东宁、梁起铎、金九等人决定在中国东北成立独立运动基地，设立武官学校培养独立军干部，并有计划地向中国东北地区移民。1919年，朝鲜三一运动被日本军警镇压后，迁往中国的朝鲜政治难民数量达到了高潮。1920年，中国东北的朝鲜人已经超过了457, 400余人:7。
为剥夺朝鲜农民的土地所有权，朝鲜总督府在1910-1918年和1920-1934年，先后实施了“土地调查事业”和“产米增值计划”，导致数以万计的朝鲜农民失去土地或破产，成为农村过剩人口。由于朝鲜当时没有吸收这些过剩人口的现代化工业，日本人开始将过剩农村人口迁移到中国东北:7。而当时成立不久的中华民国政府，为了扩大税源，开始在东北地区实行丈放和促垦政策，这也为日本人将过剩朝鲜农民迁移到中国东北提供了良好的条件:240-242:17。1914年3月3日，民国政府颁布了旨在开垦东北土地的《国有荒地承垦条例》。同年，奉天省成立水利局招募朝鲜移民在沈阳附近引浑河水开垦水田。由于朝鲜人在东北地区种植水稻获得普遍成功，而日本国内米价连年抬高，日本人开始在东北逐年扩大水田的经营面积，并雇佣朝鲜农民耕作:240-246。其间，部分朝鲜族入籍中国。
民国时期东北地区的奉系军阀对日本人存在投日和排日的两面性:305。为了与日本人争夺对朝鲜人的管理权，民国政府的早期政策是劝告朝鲜移民归化，有时甚至强迫。但这些政策时常被朝鲜人理解为同化政策。1930年9月，时任吉林省政府主席张作相在意识到此政策使朝鲜人对奉系政府失去信赖，而改为奖励归化政策:317-319。此外，奉系政府为防止日本的渗透，逐年加大对朝鲜人私立学校的投资，使其纳入民国教育体制，以此割断日本对朝鲜人教育的影响。1921年11月，吉林省公署将对朝鲜人教育经费一次性提高近4倍，以用于修补1920年10月日本“庚申年大讨伐”所破坏的朝鲜人学校:305-305。由于日本人经常打着保护东北朝鲜人的幌子扩大其势力范围，1920年代中期中国官民对朝鲜人的普遍看法由原来的抗日志士，转变为日本侵略东北的先锋队，《田中奏折》的披露和万宝山事件更加深了这种认识，中朝民族关系日趋恶化:312。1925年6月11日，中日签订旨在帮助日本人清除东北地区反日朝鲜志士的《三矢协定》后，奉系军阀开始借助此协定，驱逐和迫害朝鲜人。对非归化的朝鲜农民的耕地采取限制、收回政策，但已归化的朝鲜人则可享有土地所有权:316-321。
在此背景下，东北地区的朝鲜人普遍形成归化入籍争取民族自治的认识。正义府、新民府、参议府等朝鲜反日团体开展了反驱逐争取自治的运动。通过与国民地方政府的交涉，国民地方政府在归化条件上作出了让步或默许:338-339。1928年7月东北易帜后，东北各地朝鲜人反日团体借此良机积极鼓励朝鲜人入籍，并争取民族自治:341。1928年9月10日，东北朝鲜人成立了民族自治团体“韩侨同乡会”。1929年4月，韩侨同乡会干事长崔东旿就争取民族自治，以及包括入籍费过重，《中华民国国籍法》对归化公民权力的限制等入籍问题前往南京与民国中央政府进行交涉。国民政府对韩侨同乡会的呈文很重视。韩侨同乡会通过此次交涉在帮助朝鲜人入籍方面取得了很大的成绩，但有关民族自治之事则没有成功:342-347。1929年底，民国政府修订国籍法，取消了对双重国籍的限制。当时东北朝鲜族居民中入籍者仍不到十分之一，而占绝对多数的是无国籍朝鲜人。
1930年5月11日，中共延边特别支部组织领导了“打倒日本帝国主义和国民党反动派”的“红五月斗争”。中共延边特别支部以朝鲜人王耿为书记，其所属党员大部分是朝鲜人。这次斗争一直持续到“八一吉敦暴动”。由于“红五月斗争”和“八一吉敦暴动”的参与者大多是朝鲜人，并将矛盾直接对准国民党，东北军阀借检举、逮捕朝鲜共产党人之名，对朝鲜移民进行“搜查”，杀害、掠夺、虐待、强制课税、驱逐等野蛮行为无数:329。
1931年，日本发动“九一八事变”，武装占领中国东北地区，次年扶植成立满洲国:10。1936年9月14日，日本人成立了“满鲜拓殖会社”，开始有组织、有计划地将朝鲜农民迁往中国东北地区:517-518。

#### 中国朝鲜族的抗日斗争

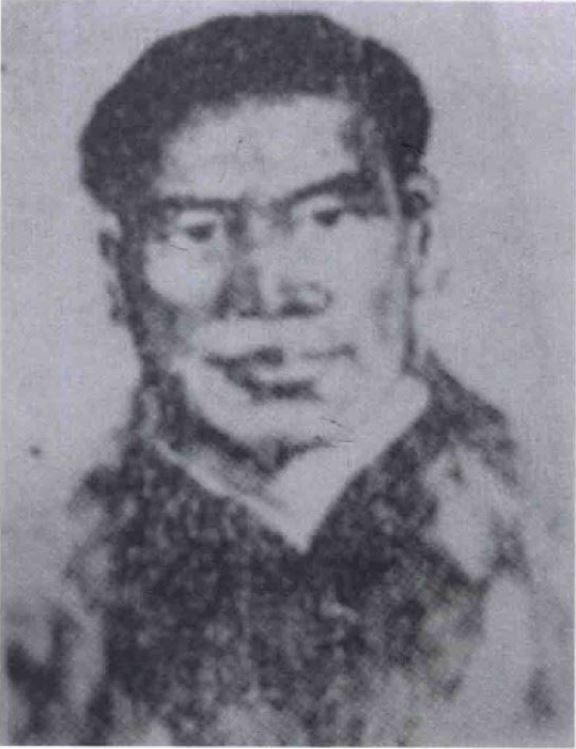
磐石游击队主要创始人李红光

1919年3月1日，朝鲜半岛爆发“三一运动”后，延边各地近3万朝鲜民众于3月13日聚集在龙井瑞甸草地举行声势浩大的“三一三反日运动”，声讨日本侵略延边，声援“三一运动”。这是延边地区第一次大规模的群众反日斗争:121。大会宣读了以延边全体朝鲜人名义起草的“独立宣言布告文”。与会群众高举“正义仁道”、“大韩独立万岁”的标语和太极旗，高呼口号向间岛日本总领馆行进。游行队伍达到总领馆西门附近时遭到东北军阀孟富德团数十名军人和日本便衣警察的武装拦截，19名反日者殉难，48人受伤，94人被逮捕:121。之后，在3月14日至5月1日期间，中国东北地区的15个县的朝鲜群众举行了累计73次反日集会游行，参加群众人数累计超过10万余人:124。
1920年1月4日，铁血光复团成员尹俊熙、韩相镐、崔凤卨、林国桢、金俊、朴雄世6人在大砬子（今龙井市智新乡胜地村东良里道口）伏击了朝鲜银行会宁支行运往中国龙井银行派出所的吉会铁路建筑资金运送队，夺取15万日元。反日者原打算用这笔钱购买抗日军火，不料遭叛徒出卖，林国桢、尹俊熙、韩相镐被日本警察逮捕，所截获的12.8万日元也被日本军警夺走。:125
1920年6月，洪范图等反日将领在汪清县一举武装消灭了100余名日军，打响了朝鲜独立军武装反日的第一枪。事后，日军对延边朝鲜人发动了惨无人道的“庚申年大讨伐”，3600名无辜朝鲜百姓被屠杀，3500多座民宅、95所学校、19座教堂和近5万斤的粮食被烧毁。同年10月21日至26日，洪范图、金佐镇率领反日独立军在和龙县三道沟青山里白云坪开展了“青山里战役”，杀伤日军3300余名，取得重大胜利。日军疯狂反扑，围剿朝鲜族村落，实行“三光政策”，男女老少一律锁闭屋内，纵火焚烧，杀害无辜百姓。:125:176-192
1920年代，朝鲜独立军在两年多的武装抗日斗争中取得了辉煌的战果，但由于力量悬殊，1922年开始走向衰弱，部分潜入地下斗争，部分转移到苏联沿海地区等。1930年代，朝鲜人民在中国共产党的带领下组成了抗日游击队开展了长期的抗日斗争:127。1930年5月至8月，中共延边特别支部组织领导了“打倒日本帝国主义和国民党反动派”的“红五月斗争”和“八一吉敦暴动”。期间，各地成立了工农赤卫队，并建立了东北首个苏维埃政权“药水洞苏维埃政权”:110。
1931年3月，由于地主拒绝实行地方政府发布的“四六”“三七”减租法令，日本警察和东北军也企图镇压群众，东满特委号召农民举行“秋收”斗争。延吉县老头沟附近在中共的带领下围攻地主庄园，将粮仓里囤积的粮食分发给佃农，打响了“秋收”斗争的第一枪。之后，“秋收”斗争在延边地区扩散开来。虽然“秋收”斗争遭到日本警察和东北军的镇压，但取得了很大的胜利，延吉县署在群众的压力下被迫同意实行减租法令:26-27。1932年春，延边朝鲜族农民与各族农民一道在东满特委的领导下，又掀起了“春荒”斗争，并发动群众清算“日本走狗”，夺取武器，组织了十余个游击队、别动队或突击队。“秋收”和“春荒”斗争使日占满洲基层政权基本瘫痪，许多亲日地主纷纷逃到城镇。中共领导的暴动群众控制了延吉县、和龙县、汪清县、珲春县和烟筒砬子等下的多个区。:26-28。
1931年9月20日，在九一八事变的第二天，中共满洲省委发表了《为日本帝国主义武力占领满洲告全满朝鲜工人、农民、学生及劳苦群众书》，号召朝鲜族与其它民族一起举行罢工、罢市、罢课、武装起来打击共同的日本侵略者:207。各地的朝鲜族积极响应号召从日本人手中夺取武器，成立抗日游击队和游击根据地，开展武装斗争:30-33。1932年，日本人为确立其在东北的殖民统治，开始在东北地区对抗日游击队进行“大扫荡”，“宁可错杀一千，不可漏网一个”。1932年，仅在延边就有4000余名群众被杀害。1932年春到1933年，日军对延吉县海兰区进行了94次“讨伐”，制造“海兰江大血案”，杀害1700多名革命者和无辜群众:32-33。1931年，李红光在中共磐石中心县委的带领下成立“磐石赤色游击队”。次年6月，成立中共在东北地区最早的抗日武装“磐石工农义勇军”，队员人数扩大到30多人，绝大多数为朝鲜族。1933年9月18日，磐石工农义勇军联合海龙游击队成立东北人民革命军第一军独立师，李红光担任参谋长。1934年4月1日，李红光在南满地区筹建了抗日联军总指挥部，抗日队伍扩大到4000余人:121-122。东北抗日联军的11个军都有朝鲜族战士，其中第一、二、三、七军朝鲜族战士的人数占到一半。在长达14年的抗日斗争中，东北抗日联军共毙敌183700人:124。

### 国共内战时期（1946-1949年）

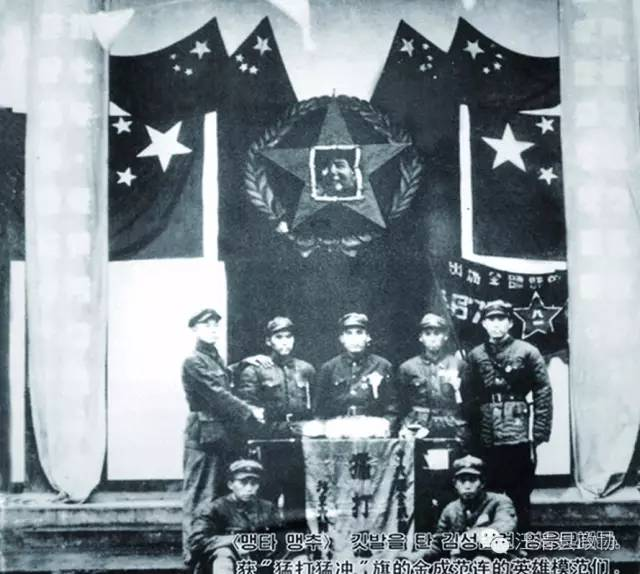
国共内战期间的朝鲜族金成范模范连

1945年，日本无条件投降时，在中国东北地区的朝鲜人数目为216万余人，其中大约70万人在抗日战争胜利后返回了朝鲜半岛:628。1946年，国民政府借伪敌之名开始扣押或没收在华韩侨财产并遣返韩侨。不过，当年春季又拟定了《东北保安司令长官部韩侨事务处工作计划》，指出“鉴于东北韩侨与经济之重要性，严密组织，予以善意之协助，使其安居乐业，服从法律，以恢复中韩两民族固有之友谊，并增加生产”，并对“被害农民予以适当之救济”:675。同年，国民政府为减少因朝鲜农民弃田带来的经济损失，还对朝鲜农民开展了劝农和农贷政策:693。期间，金九也利用与蒋介石的亲密关系，致信国民政府强调韩中关系:677-678。1947年2月，国民政府开始调整对东北韩侨的政策，出台《东北韩侨产业处理办法》，对扣押的非日伪财产予以返还:679-686。1947年7月起，国民政府对那些愿意继续留在东北的朝鲜人，经审核后有条件地发放居民证，保障其合法地位:687。同年12月，国民政府遣送了第一批共2483名韩侨，由于国共内战第二次遣返计划未能实现:637-639。
与国民政府的侨民政策形成对比，中国共产党自1927年10月在哈尔滨成立满洲临时省委开始就始终将东北地区的朝鲜族视为中国境内的少数民族之一，认为他们“同中国其它民族人民一样受日本帝国主义和中国军阀的压迫，是反帝、反封建斗争中主要的依靠和团结对象之一”:716-718。1928年7月，中共在第六次全国代表大会上将朝鲜族正式列为中国境内少数民族。九一八事变后，中朝人民在共同抗日的背景下关系更为紧密，朝鲜族在中共的社会地位进一步提高:719-721。抗日战争胜利后，中共对东北地区朝鲜人的国籍问题采取了自愿的原则，为朝鲜族提供最大限度的选择余地和考虑时间:726。1946年3月，东北局发出《关于处理日伪土地的指示》，开展反奸清算斗争，拉开了解放区土地革命的序幕。朝鲜农民也召开大规模的群众大会，清算亲日派败类，分得土地:671:133-135。1947年10月，中共中央颁布《中国土地法大纲》在解放区掀起更为广泛的土地革命运动:669。通过土地改革，朝鲜农民和其它民族的农民一起，分得土地，真正成为土地的主人，经济地位大为改观:672:133-135。
第二次国共内战期间，东北解放区有6.3万朝鲜族青年参加了中国人民解放军，10余万参加了地方武装组织，几十万人组成担架队和运输队支援前线。第四野战军的164师、166师和156师都是以朝鲜族将士为主。这些部队在参加了解放长春、四平的战斗和辽沈战役之后，又转战到中国南部，一直打到海南岛，为中共建国作出了贡献。:127

### 中华人民共和国时期（1949年至今）

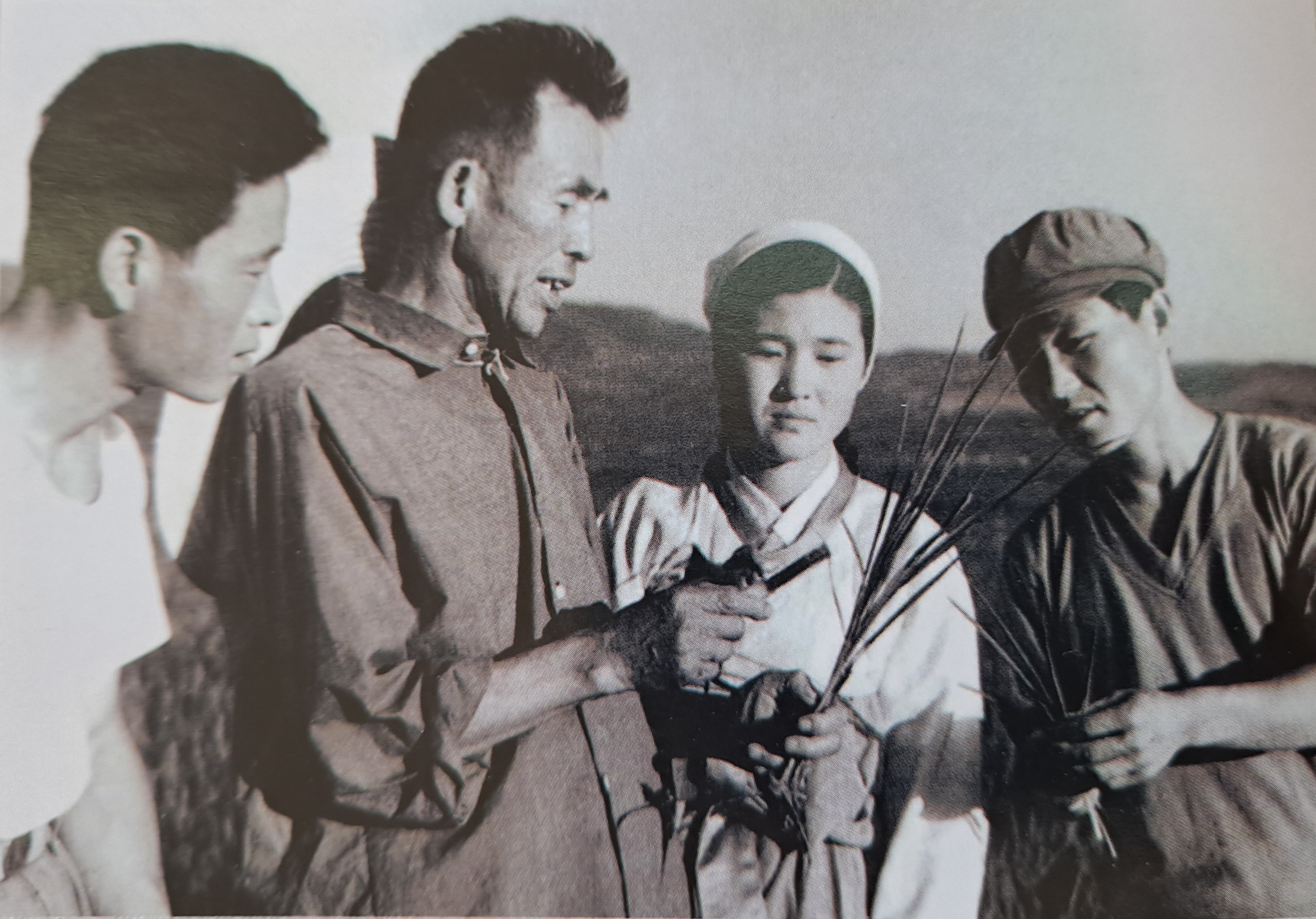
1951年农村互助合作化带头人，全国劳模金时龙与合作社社员

1949年，中华人民共和国成立后，中国朝鲜族成为中华民族的一员。当时的朝鲜族总人口约110万，其中延边朝鲜族人数占到朝鲜族总人口的47.6%:97。1949年9月，时任中共延边地委书记兼延边公署专员朱德海作为10名少数民族代表之一，参加了中国人民政治协商会议第一届全体会议，代表朝鲜族参与了中国人民政治协商会议的建立。同年10月1日，朱德海参加了中华人民共和国开国大典:732:104。
1950年朝鲜战争爆发后，朝鲜族响应中共号召，报名参加中国人民志愿军。同年12月15日，延边首批1400多名朝鲜族青年开赴朝鲜前线。朝鲜族志愿军凭借语言优势，为中国人民志愿军解决了战场上的诸多难题。后方的朝鲜族居民也为支援前线捐赠物资。延吉县(今龙井市）抗美援朝分会还发起捐献两架“延吉号”飞机的活动，延边地区捐款高达38.3亿元东北币，相当于6.5架战斗机的价值:58-63。朝鲜战争期间，中朝人员流动加大，中国去朝鲜的主要是解放军四野的朝鲜族部队、中国地方政府组织援助朝鲜的干部、医生、司机。战后有的定居朝鲜，有的返回中国。朝鲜来中国的，有吉林休整和重组的人民军部队，疏散到东北的朝鲜干部及其家属和大批难民。军人在战争期间又回到朝鲜作战，而逃难到中国的朝鲜人，很多人后来就留在了中国。
1952年9月3日，延边朝鲜族自治区正式成立。朱德海出任自治区人民政府主席。1954年7月20日，延边召开了第一届人民代表大会。1955年4月，中共吉林省委和省政府根据1954年中华人民共和国第一部宪法的有关规定，经国务院批准将延边朝鲜族自治区改为延边朝鲜族自治州。朱德海被选举为州长:65-66:97。1958年5月29日，国务院第七十七次会议通过了《关于撤销长白县建制，设立长白朝鲜族自治县》的决定:67-68。1959年，中国爆发大饥荒，朝鲜族大量越界赴朝鲜，加入朝鲜国籍。这种趋势一直延续到1960年代初。
文化大革命时期，中共少数民族干部政策遭到了全面否定。朝鲜族干部也受到了冲击和迫害，许多朝鲜族干部离开了领导岗位。“修正主义特务案”、“叛国暴乱案”、“朱德海案”等一大批冤假错案使朝鲜族干部身心受到摧残。文化大革命结束后，随着中共少数民族干部政策的恢复，一大批朝鲜族老干部重新返回到自己的工作岗位。:70

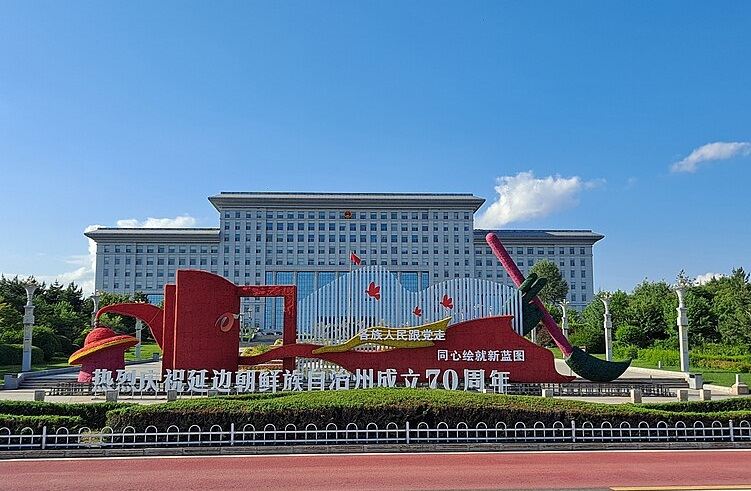
延边朝鲜族自治州州政府大楼

1985年4月24日，延边朝鲜族自治州第八届人民代表大会通过了《延边朝鲜族自治州自治条例》。同年7月31日，该条例获得吉林省第六届人民代表大会常务委员会的批准后被公布实施。条例分为7章75条，以法律的形式规定了朝鲜族和延边各族人民在延边政治、经济、文化、教育和社会发展方面自主自治的权利和各项政策措施。这是中国颁布实施的首个自治条例，在中国民族区域发展史上具有重要意义。:1161994年9月、1999年9月，延边朝鲜族自治州两次被国务院命名为“民族团结进步模范自治州”。延边是全国首个获此殊荣的自治州。:119
1992年，中韩建交后，许多中国朝鲜族以各种方式移居韩国。由于中国朝鲜族持中国护照，韩国政府在法律上将中国朝鲜族视为在韩中国公民。1999年，在韩中国朝鲜族就韩国《在外同胞法》 提起违宪诉讼。韩国宪法法院受理了诉讼，并于2001年作出裁决。2004年2月，韩国国会根据韩国宪法法院的裁决，通过了《在外同胞法》修正案，将“在外同胞”的定义修改为“建国前起移居到国外者”，将中国朝鲜族和俄罗斯高丽人在法律上正式纳入为“在外同胞”，与在韩国建国后移居美国、日本等韩国同胞享有相同的法律地位，包括给予入境者2至4年的“在外同胞签证（F4签证）”，给予逗留30天以上者类似居民身份证的“居住证”，给予逗留90天以上者医疗保险、就业和经商的国民待遇等。《在外同胞法》修订后对中国的民族政策产生负面影响，中国政府曾通过外交渠道向韩国政府表达对此的关切。因此修改后的《在外同胞法》，至今都并没有被完全执行，在实际执行上还有很多限制:870。在新冠肺炎期間，部分朝鮮族選擇回到中国。

## 分布

### 中華人民共和國境內
- 吉林省是中国朝鲜族最集中的省份，共有朝鲜族1,145,688人（2000人口普查），列吉林第一大少数民族。吉林朝鲜族占本省少数民族人口的46.7%，占本省人口的4.3%，占朝鲜族人口的59.4%。吉林朝鲜族主要聚居于延边州所辖8县市，白山、通化、吉林和辽源四市州所辖长白、通化、柳河、梅河口、永吉、蛟河、东丰、集安和辉南9县市，其中延边州、长白县为中国朝鲜族主要聚居地（多數出身自咸鏡道、平安道）。
- 黑龙江省朝鲜族人口处第二位，有朝鲜族388,458人，占朝鲜族人口的20.13%，列黑龙江第二大少数民族。黑龙江朝鲜族分布于10地市所辖17个县市区，其中尤以牡丹江、哈尔滨和鸡西较为集中。在县级行政区中，宁安、尚志、鸡东、五常和海林朝鲜族分布较为集中，东宁、友谊、依兰、汤原、桦川、铁力、勃利、密山、萝北、北安、绥化北林区和鸡西城子河区均有聚居区分布（多數出身慶尚道）。
- 辽宁省朝鲜族人口处第三位，列辽宁五大民族，有朝鲜族241,052人，占朝鲜族人口的12.49%。辽宁朝鲜族分布于6地市所辖8个县级行政区，其中尤以沈阳、抚顺、营口较为集中。在县级行政区中，桓仁朝鲜族人口分布较为集中，宽甸，沈阳的市内五区，及苏家屯区、东陵区、于洪区与新城子区，大洼、开原，鞍山千山区均有聚居区分布（多數出身平安道）。
- 内蒙古自治区朝鲜族列内蒙古第七大民族，聚居地在呼伦贝尔市阿荣旗。随着人口的流动迁徙，中国朝鲜族人口渐渐散居至各地，山东、北京、河北、天津和广东朝鲜族人口均超过万人，海南、宁夏、青海三省朝鲜族均有数百人，除西藏不足百人外，另有19个省份朝鲜族人口都在千人以上，现役军人中朝鲜族人口占少数民族人口的比例达到了5.2%。
- 河北省朝鲜族列河北第六大民族，分布在唐山市开平区、秦皇岛抚宁县、秦皇岛青龙与承德宽城满族自治县。青龙有朝鲜族聚居和杂居村8个。居于唐山市双桥乡冶里村和青龙、宽城的朝鲜族是满族入关前被编入满洲八旗的高丽人，满族入关后落居河北。居青龙的朝鲜族是1950年代政府进行民族识别时确认的，居双桥乡冶里村和宽城县的朝鲜族大部是1985—1987年河北核实民族成份时更改为朝鲜族[30]。

人口分布
| 位次 | 地区       | 总人口        | 朝鲜族    | 占朝鲜族 人口比例（%） | 占地区 少数民族 人口比例（%） | 占地区 人口比例（%） |
|      | 合计       | 1,245,110,826 | 1,929,696 | 100                    | 1.832                         | 0.155                |
|      | 31省份合计 | 1,242,612,226 | 1,923,842 | 100                    | 1.828                         | 0.155                |
| G1   | 东北地区   | 104,864,179   | 1,775,198 | 91.99                  | 16.220                        | 1.693                |
| G2   | 华北地区   | 145,896,933   | 66,865    | 3.47                   | 0.767                         | 0.046                |
| G3   | 华东地区   | 358,849,244   | 45,878    | 2.38                   | 1.836                         | 0.013                |
| G4   | 中南地区   | 350,658,477   | 23,211    | 1.20                   | 0.079                         | 0.007                |
| G5   | 西南地区   | 193,085,172   | 7,117     | 0.37                   | 0.020                         | 0.004                |
| G6   | 西北地区   | 89,258,221    | 5,573     | 0.29                   | 0.032                         | 0.006                |
| 1    | 吉林       | 26,802,191    | 1,145,688 | 59.37                  | 46.698                        | 4.275                |
| 2    | 黑龙江     | 36,237,576    | 388,458   | 20.13                  | 21.915                        | 1.072                |
| 3    | 辽宁       | 41,824,412    | 241,052   | 12.49                  | 3.588                         | 0.576                |
| 4    | 山东       | 89,971,789    | 27,795    | 1.44                   | 4.393                         | 0.031                |
| 5    | 内蒙       | 23,323,347    | 21,859    | 1.13                   | 0.450                         | 0.094                |
| 6    | 北京       | 13,569,194    | 20,369    | 1.06                   | 3.479                         | 0.150                |
| 7    | 河北       | 66,684,419    | 11,783    | 0.61                   | 0.406                         | 0.018                |
| 8    | 天津       | 9,848,731     | 11,041    | 0.57                   | 4.136                         | 0.112                |
| 9    | 广东       | 85,225,007    | 10,463    | 0.54                   | 0.824                         | 0.012                |
| 10   | 上海       | 16,407,734    | 5,120     | 0.27                   | 4.929                         | 0.031                |
| 11   | 江苏       | 73,043,577    | 5,048     | 0.26                   | 1.942                         | 0.007                |
| 12   | 河南       | 91,236,854    | 4,312     | 0.22                   | 0.377                         | 0.005                |
| 13   | 四川       | 82,348,296    | 3,137     | 0.16                   | 0.076                         | 0.004                |
| 14   | 湖北       | 59,508,870    | 2,949     | 0.15                   | 0.114                         | 0.005                |
| 15   | 湖南       | 63,274,173    | 2,693     | 0.14                   | 0.042                         | 0.004                |
| 16   | 安徽       | 58,999,948    | 2,660     | 0.14                   | 0.669                         | 0.005                |
| 17   | 广西       | 43,854,538    | 2,008     | 0.10                   | 0.012                         | 0.005                |
| 18   | 山西       | 32,471,242    | 1,813     | 0.09                   | 1.757                         | 0.006                |
| 19   | 福建       | 34,097,947    | 1,785     | 0.09                   | 0.306                         | 0.005                |
| 20   | 浙江       | 45,930,651    | 1,767     | 0.09                   | 0.447                         | 0.004                |
| 21   | 江西       | 40,397,598    | 1,703     | 0.09                   | 1.355                         | 0.004                |
| 22   | 云南       | 42,360,089    | 1,693     | 0.09                   | 0.012                         | 0.004                |
| 23   | 陕西       | 35,365,072    | 1,620     | 0.08                   | 0.918                         | 0.005                |
| 24   | 甘肃       | 25,124,282    | 1,565     | 0.08                   | 0.071                         | 0.006                |
| 25   | 新疆       | 18,459,511    | 1,463     | 0.08                   | 0.013                         | 0.008                |
| 26   | 贵州       | 35,247,695    | 1,192     | 0.06                   | 0.009                         | 0.003                |
| 27   | 重庆       | 30,512,763    | 1,044     | 0.05                   | 0.053                         | 0.003                |
| 28   | 海南       | 7,559,035     | 786       | 0.04                   | 0.060                         | 0.010                |
| 29   | 宁夏       | 5,486,393     | 472       | 0.02                   | 0.025                         | 0.009                |
| 30   | 青海       | 4,822,963     | 453       | 0.02                   | 0.020                         | 0.009                |
| 31   | 西藏       | 2,616,329     | 51        | 0.00                   | 0.002                         | 0.002                |
|      | 现役军人   | 2,498,600     | 5,854     | 0.30                   | 5.241                         | 0.234                |

集居地
- 吉林省延边朝鲜族自治州
- 吉林省长白朝鲜族自治县

| 朝鲜族乡镇               | 所属省份     | 所属市州   | 所属县区       |
| 新发朝鲜族民族乡         | 内蒙古自治区 | 呼伦贝尔市 | 阿荣旗         |
| 浑河站朝鲜族乡           | 辽宁省       | 沈阳市     | 东陵区         |
| 石佛寺朝鲜族锡伯族乡     | 辽宁省       | 沈阳市     | 新城子区       |
| 大兴朝鲜族乡             | 辽宁省       | 沈阳市     | 于洪区         |
| 宋三台子朝鲜族满族镇     | 辽宁省       | 鞍山市     | 千山区         |
| 拐磨子朝鲜族镇           | 辽宁省       | 本溪市     | 桓仁满族自治县 |
| 六道河子朝鲜族乡         | 辽宁省       | 本溪市     | 桓仁满族自治县 |
| 普乐堡朝鲜族镇           | 辽宁省       | 本溪市     | 桓仁满族自治县 |
| 雅河朝鲜族乡             | 辽宁省       | 本溪市     | 桓仁满族自治县 |
| 下露河朝鲜族镇           | 辽宁省       | 丹东市     | 宽甸满族自治县 |
| 八宝屯满族锡伯族朝鲜族镇 | 辽宁省       | 铁岭市     | 开原市         |
| 荣兴朝鲜族乡             | 辽宁省       | 盘锦市     | 大洼县         |
| 土城子满族朝鲜族乡       | 吉林省       | 吉林市     | 永吉县         |
| 乌林朝鲜族乡             | 吉林省       | 吉林市     | 蛟河市         |
| 凉水朝鲜族乡             | 吉林省       | 通化市     | 集安市         |
| 金斗朝鲜族满族乡         | 吉林省       | 通化市     | 通化县         |
| 大泉源朝鲜族满族乡       | 吉林省       | 通化市     | 通化县         |
| 楼街朝鲜族乡             | 吉林省       | 通化市     | 辉南县         |
| 姜家店朝鲜族乡           | 吉林省       | 通化市     | 柳河县         |
| 三源浦朝鲜族镇           | 吉林省       | 通化市     | 柳河县         |
| 小杨满族朝鲜族乡         | 吉林省       | 通化市     | 梅河口市       |
| 花园朝鲜族乡             | 吉林省       | 通化市     | 梅河口市       |
| 三合满族朝鲜族乡         | 吉林省       | 辽源市     | 东丰县         |
| 民乐朝鲜族乡             | 黑龙江省     | 哈尔滨市   | 五常市         |
| 双桥子满族乡             | 黑龙江省     | 哈尔滨市   | 五常市         |
| 河东朝鲜族乡             | 黑龙江省     | 哈尔滨市   | 尚志市         |
| 鱼池朝鲜族乡             | 黑龙江省     | 哈尔滨市   | 尚志市         |
| 迎兰朝鲜族乡             | 黑龙江省     | 哈尔滨市   | 依兰县         |
| 新安朝鲜族镇             | 黑龙江省     | 牡丹江市   | 海林市         |
| 海南朝鲜族乡             | 黑龙江省     | 牡丹江市   | 海林市         |
| 江南朝鮮族满族乡         | 黑龙江省     | 牡丹江市   | 宁安市         |
| 卧龙朝鲜族乡             | 黑龙江省     | 牡丹江市   | 宁安市         |
| 城东朝鲜族满族乡         | 黑龙江省     | 牡丹江市   | 宁安市         |
| 三岔口朝鲜族镇           | 黑龙江省     | 牡丹江市   | 东宁县         |
| 星火朝鲜族乡             | 黑龙江省     | 佳木斯市   | 桦川县         |
| 汤旺朝鲜族乡             | 黑龙江省     | 佳木斯市   | 汤原县         |
| 主星朝鲜族乡             | 黑龙江省     | 黑河市     | 北安市         |
| 兴和朝鲜族乡             | 黑龙江省     | 绥化市     | 北林区         |
| 年丰朝鲜族乡             | 黑龙江省     | 伊春市     | 铁力市         |
| 东明朝鲜族乡             | 黑龙江省     | 鹤岗市     | 萝北县         |
| 成富朝鲜族满族乡         | 黑龙江省     | 双鸭山市   | 友谊县         |
| 杏树朝鲜族乡             | 黑龙江省     | 七台河市   | 勃利县         |
| 和平朝鲜族乡             | 黑龙江省     | 鸡西市     | 密山市         |
| 鸡林朝鲜族乡             | 黑龙江省     | 鸡西市     | 鸡东县         |
| 明德朝鲜族乡             | 黑龙江省     | 鸡西市     | 鸡东县         |
| 永丰朝鲜族乡             | 黑龙江省     | 鸡西市     | 城子河区       |

- 辽宁省沈阳市东陵区浑河开发区满融朝鲜族村（最大的中國朝鲜族村落）
- 河北省秦皇岛市抚宁县留守营镇朝鲜族村
- 吉林省永吉县春登乡兴光朝鲜族村
- 营口市大石桥市水源镇新光朝鲜族村
- 营口市大石桥市水源镇新建朝鲜族村
- 营口市老边区边城镇双河朝鲜族村
- 营口市盖州市西海街道办事处双泉眼朝鲜族村
- 营口市盖州市陈屯镇朴家沟村

### 外國
- 韓國：在改革開放和中韓建交後，大量中國朝鲜族前往韓國打工，有些更歸化成韓國公民。据韩联社报道，截止2020年，预测有70萬中國朝鲜族在韓國生活。[2]
- 日本：因为语言学习优势，大量中國朝鲜族在日本务工。截止2020年，预计有10万中国朝鲜族在日本生活。[3]

## 教育

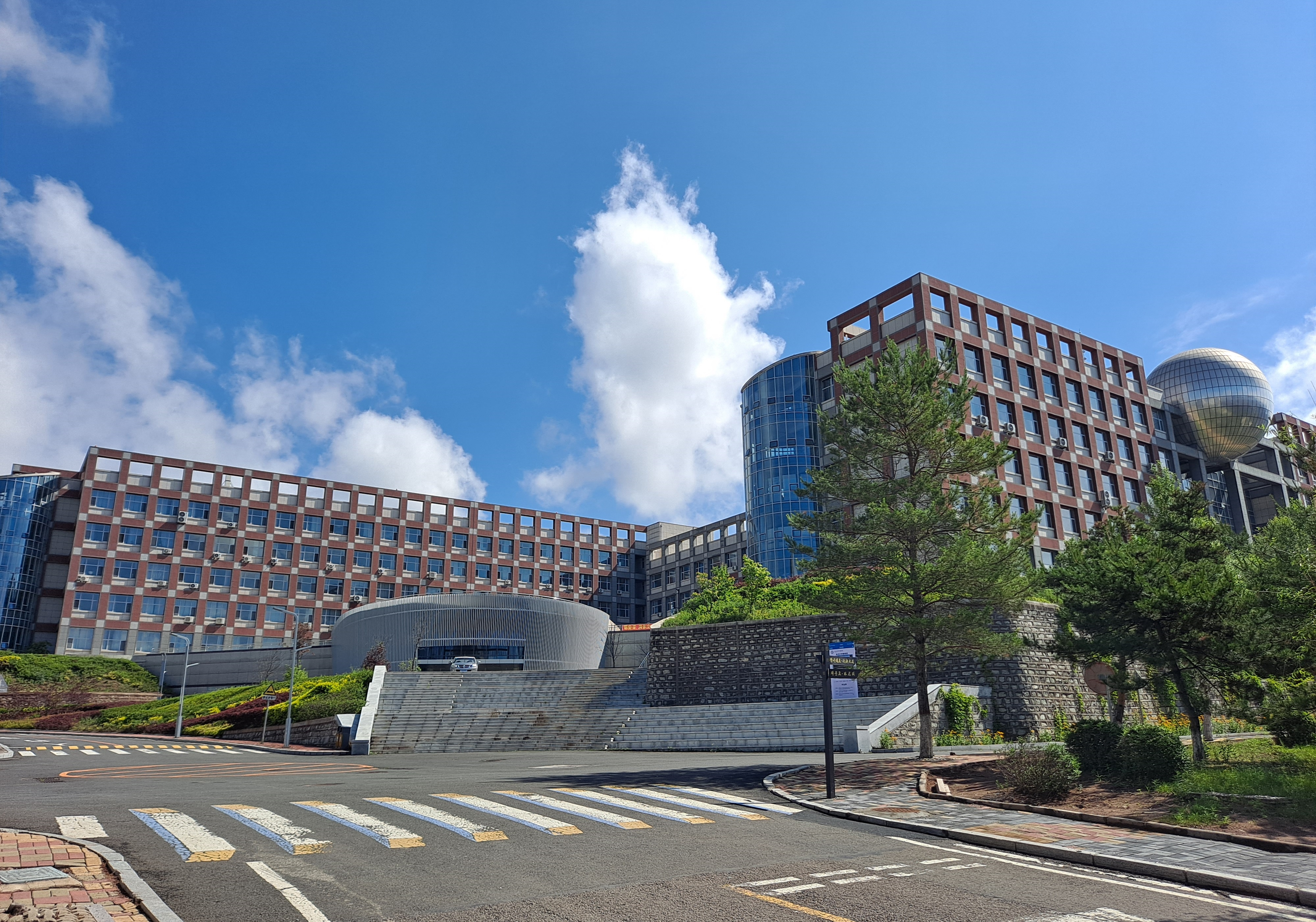
延边大学理学院

朝鲜族很重视教育，延边朝鲜族自治州素有“教育之乡”的美誉。早在1950年代，朝鲜族就普及了中小学教育，“只要有朝鲜族村庄，就有学校。”:179据2000年第五次全国人口普查统计结果，朝鲜族每万人接受大学教育的人数为381名（全国平均水平为每万人122名），每万人中硕士、博士的数量为17名（全国平均水平为8名）:179:105。
早在1949年在延吉就创办了全国第一所少数民族综合大学——延边大学（国家重点，211工程院校）。現時在中國的朝鮮族，已形成从幼儿园到中学、大学教育，从师资培养到教材出版、教育研究等完整的教育体系。

## 体育
1950年端午节，辽宁省在沈阳市举办了首届朝鲜族运动会:106。1951年，中华全国体育总会吉林省延边分会正式成立。1955年11月，延边朝鲜族自治州人民政府体育运动委员会在延边成立:106。1986年5月，国家体委决定将秋千等四项朝鲜族传统体育正式纳入全国少数民族体育运动会的比赛项目，跳板被列为表演项目:108。
朝鲜族在足球比赛中有着很好的成绩。1955年春，吉林省组建了全部由朝鲜族选手组成的吉林省足球队。1960年代，延边是国家体委全国足球运动16个重点地区之一。以朝鲜族青年为主的吉林省队在1965年获得了中国足球协会甲级联赛冠军。自1994年开始参加全国职业联赛以来，延边足球队一直跃身全国甲行列，1997年获得全国甲级联赛第四名，“足协杯”比赛第三名。延边男女青少年足球队在全国比赛中已获得几十次的冠军:108-109。
1963年，罗致焕在日本世界速滑锦标赛上获得过1500米项目的金牌，成为中国首位速滑世界冠军。1995年，短道速滑选手张冬香先后打破亚洲纪录、世界大学生运动会纪录和洲界纪录（接力），获3金3银成为延边历史上的首位世界冠军:109。
延边在拳击、摔跤、跆拳道、排球、田径等许多体育比赛项目中都有不俗的成绩。至1999年，在国际比赛中共获得8金8银，在全国比赛中共获得139次冠军、143次亚军和192次季军，2次打破全国纪录:110。朝鲜族围棋手朴文垚和宋容慧分别是中国棋院职业围棋九段和五段棋手。

## 文化

### 文学
1951年1月，延边文艺研究会在延吉成立。1953年1月，延边朝鲜族自治州召开第一次文学艺术工作者代表大会后成立了延边文学艺术界联合会，出版机关刊物《延边文艺》，后于1956年8月成立中国作家协会延边分会，出版发行文学月刊《阿里郎》:110。
建国后到文革前的这一时期，涌现出了大批回忆历史、讴歌现实生活的诗歌。有影响的作品包括抒情诗《母亲与婴儿》（1956年，李旭）、《田埂石》（1956年，金哲）、《未写的理由》（1955年，尹光洙）、《狱中之歌》（1962年，金太甲）等:110-111。这一时期的小说代表作品有短篇小说《新型的村庄》（1950年，金昌杰）和《沙漠上的遭遇》（1959年，朴泰河）；中篇小说《繁荣》（1955年，金学铁）、《海兰江啊，你说吧》（1954年，金学铁）、《老虎》（1960年，李根全）；长篇小说《老虎崖》（1962年，李根全）。其中《海兰江啊，你说吧》和《老虎崖》对朝鲜族文学历史题材的开拓和中长篇小说的兴起，起到了先导的作用，堪称朝鲜族小说里程碑作品:111。
文化大革命时期，朝鲜族文学陷入停滞状态，1977年以后，开始恢复。1978年10月，中国作家协会延边分会恢复。朝鲜族文学开始进入繁荣发展期。朝鲜族诗坛出现了许多思想性和艺术性较高的作品，包括《致屈死的诗人》（1979年，宋贞焕）、《我就是我》（1985年，石华）、《奶奶》（1986年，南永前）、长篇叙事诗《长白山啊，你说》（1979年，金成辉）、《埋在那山坡的日子》（赵成男）、《我的告白》（石华）等。随着诗歌创作的繁荣，诗集也开始涌现，先后出来了《诗选集》（1979年）、《七色彩韵》（1984年）:111-112。
文化大革命结束后，朝鲜族作家的小说大多是反映文革给人们身心带来巨大痛苦的“伤痕文学”，代表作包括《我成了冤魂》（1979年，朴千洙）、《告密机制》（1987年，金学铁）等。之后，文学作品的题材开始丰富化，出现了李根全的《苦难的年代》（1982年）、金学铁的《激情时代》（1986年）等优秀作品。1990年代，出现了金学铁的自传小说《最后的分队长》和长篇小说《20世纪的神话》，李元吉的长篇小说《纯情》和崔洪日的长篇小说《泪水浸湿的图们江》等。:112

### 艺术
20世纪50年代，中国朝鲜族艺术家通过改造传统的溪琴，制作了“延边琴”。通过借鉴国外五人唱的演唱形式，创作了男女五人对唱《回到山沟的中学生》、《荒山变了样》，将表演和叙事融于演唱。改革开放后，中国朝鲜族音乐家广泛吸取各国音乐之长，创作了许多有时代气息的作品。其中，张千一的创作的交响乐《北方森林》获得1981年全国交响乐新作比赛一等奖:112-113。崔三明和有“中国摇滚教父”之称的崔健都是音乐界的佼佼者:114。
1951年，赵得贤创作的舞剧《为了永远的和平与幸福》为朝鲜族情节舞的产生奠定了基础。之后，他创作了第一个情节舞《弓舞》:113。同年朝鲜族音乐家金正平将朝鲜童谣《半月》翻译成汉语《小白船》。这首童谣随后很快在北京的中小学中流行开来，并被编入中国的音乐课本。1950年代，《农乐舞》成为朝鲜族民族舞蹈的代表作。改革开放后，朝鲜族舞蹈家制作了《顶水舞》、《雾》等新作品。大型舞剧《春香传》和歌剧《阿里郎》分别获得中国专业舞台艺术政府最高奖“文华奖”:113。朝鲜族舞蹈家金星是中国现代舞的早期开拓者。
1990年，延边歌舞团创作、表演的歌剧《阿里郎》荣获中华杯全国歌剧比赛一等奖:114。2009年，中国朝鲜族农乐舞入选联合国人类非物质文化遗产代表作名录，是中国首个申遗成功的舞蹈类项目。2013年，大型唱剧《沈清传》，获得第三届全国少数民族戏剧金奖。歌舞《放歌长白山》获第十四届文华优秀剧目奖，舞蹈《盛世长鼓》获第十六届群星奖。

### 媒體及報業
截止2024年，中國境內一共運營多個以朝鮮語為媒介的媒體和報業：
電視台/電台
- 中央廣播電台：民族之聲
- 延邊廣播電視台：延邊衛視、朝語綜合頻道、朝語新聞綜合廣播
- 黑龍江廣播電視台：黑龍江朝鮮語廣播

報業
- 新華社、人民日報朝文版
- 《吉林朝鲜文报》
- 《黑龙江新闻》
- 《延邊日報》朝文報
- 《辽宁朝鲜文报》

## 朝鲜族名人

### 古代
- 金喬覺：九华山金地藏
- 崔致远：文学家，溧水县尉
- 慧超：唐朝僧人，文学家，《往五天竺国传》作者
- 义通：中国天台宗第十六祖
- 奇皇后：元惠宗皇后
- 权皇后：北元昭宗皇后
- 李成梁：明朝辽东总兵
- 淑嘉皇贵妃：乾隆帝皇贵妃
- 金简：清朝总管内务府大臣、镶黄旗汉军都统、工部尚书、吏部尚书
- 世续：清末军机大臣

### 艺术
- 鄭律成（作曲家，中國和朝鮮兩國軍歌的作曲者）
- 金焰（中国第一位影帝）
- 张千一（国家一级作曲, 总政治部歌舞团团长，政协委员，中国音乐家协会理事）
- 崔健（中国摇滚乐之父）
- 金星（中国現代舞蹈创始人）
- 韩乐然（“中国的毕加索”，美术界最早的共产党员）

### 学术界
- 白元根（中国首块集成电路，首个BIMOS高速集成电路，首个彩色电视芯片研发者）
- 方亮（医学微生物学家，原九三学社中央常务委员，全国政协委员）
- 韩大元（前中国人民大学法学院院长，长江学者特聘教授，国务院政府特殊津贴专家，中国法学会宪法学研究会会长）
- 韩京清（系统与控制专家，中国控制理论和应用的早期开拓者，自抗扰控制技术创始人）
- 洪炳镕（哈尔滨工业大学教授，“中国机器人足球之父”）
- 金红光（热物理科学家、中国科学院院士，中国科学院工程热物理研究所学术委员会主任）
- 金绿松 （中国科学院生物物理研究所离心机研究室主任，国务院政府特殊津贴专家）
- 金宁一（病毒学家，中国工程院院士，973计划首席科学家、863计划主题专家）
- 金显宅（中国肿瘤医学之父）
- 姜景山（微波遥感及航天应用工程科学家，中国工程院院士，国际欧亚科学院院士，中国科学院微波遥感技术重点实验室首席科学家，中国绕月探测工程副总设计师）
- 李相荣（中国长征四号乙火箭总设计师、总指挥）
- 李贤玉（导弹专家，中国人民解放军火箭军首位女将军，中国工程院院士）
- 卢基舜（生物化学家、中国朝鲜族医学教育家）
- 南相浩（密码学和信息安全专家，CPK公钥发明人，中国首台电子密码机和国防专用网络安全保密系统的设计者）
- 南征（国医大师，全国名中医，国务院政府特殊津贴专家）
- 朴世龙（自然地理学家，中国科学院院士，发展中国家科学院院士，北京大学副校长，北京大学碳中和研究院院长，长江特聘教授）

### 政界
- 崔道植（中国首席枪弹痕迹鉴定专家，七一勋章获得者）
- 金仁燮（中国人民解放军中将，原中国人民解放军武警总部参谋长、成都军区参谋长、全国人大代表、全国政协委员）
- 孔铉佑（中华人民共和国外交部副部长、中国政府朝鲜半岛事务特别代表，中国驻越南大使、駐日本大使）
- 李德洙（中国国家民族事务委员会主任，中央统战部副部长）
- 李红光（磐石游击队主要创始人，东北抗日军联合指挥部参谋长）
- 李学福（东北抗日联军第七军军长）
- 李永泰（中国人民解放军中将，原空军副司令员）
- 林贤郁（原国家统计局副局长〔2001年－2010年〕，高级统计师，第十一届全国政协委员）
- 全哲洙（中央统战部副部长，全国工商联党组书记、常务副主席，十八届中央委员，全国人大代表，全国政协常委）
- 赵南起（中国人民解放军上将、前全国政协副主席）
- 周文彬（冀热边特委组织部长，开滦五矿大罢工和武装大暴动领导人，北京通州区首个中共党支部创始人）

### 工商界
- 刘毅（首旅集团副董事长、总经理、党委副书记，首旅酒店董事长，王府井集团董事长）
- 金尚柱（中石油辽河油田公司总工程师、辽河海洋石油勘探开发公司总经理）
- 石山麟（昌宁集团总裁，中国改革开放30年经济百人榜之一）
- 李成日（广州梦都美股份有限公司董事长、总经理，“中国地毯大王”）
- 罗永浩（锤子科技创始人）

### 体育竞技

#### 圍棋
- 朴文垚（中国棋院职业围棋九段棋手）
- 宋容慧（中国棋院职业围棋五段棋手）

#### 足球
- 高仲勋（原中国男足国家队队员）
- 李宙哲（原中国男足国家队主力右边锋）
- 李春满（足球教练，北京体育大学教授、博士生导师）
- 池忠国（足球运动员，目前效力于北京国安）
- 朴成（足球运动员，目前效力于北京国安）
- 高准翼（足球运动员，高仲勋之子，目前效力于山东泰山）

#### 短道速滑/速度滑冰
- 罗致焕（速度滑冰运动员，中国第一位速滑世界冠军）
- 金京珠（2023年速滑世锦赛铜牌得主）[35][36]
- 林孝埈（2020年入籍中国，曾先后代表韩国和中国获得短道速滑世界冠军）

#### 花樣滑冰
- 安香怡：在國際賽首秀創下中國女子單人滑短曲最佳成績，兩屆亞洲花樣滑冰錦標賽金牌得主、兩屆中國花式滑冰錦標賽金牌得主
- 金珉志：2020年國際滑聯花樣滑冰大獎賽中國杯銅牌得主[37]
- 金書賢：2024年全国冬运会冠军、2023年中國全國俱樂部聯賽總決賽亞軍得主

#### 其他
- 朱权：韩国KT巫師职业棒球运动员，2017年和2023年曾代表中國隊參加2017年世界棒球經典賽和2023年世界棒球經典賽
- 鄭好好：中国女子碗池滑板选手，為2024年巴黎奧運中國代表團最年輕選手[38]